# Winchester (Nevada)
Winchester – census-designated place (CDP) w hrabstwie Clark, w amerykańskim stanie Nevada, na terenie którego znajduje się odcinek bulwaru Las Vegas Strip. Jest to jeden z wielu CDP, pozostających na obszarze niemunicypalnym na południe od miasta Las Vegas. Zgodnie ze spisem powszechnym z 2000 roku, populacja Winchester wynosiła 26 958 osób. W adresach pocztowych nie funkcjonuje nazwa "Winchester, NV"; zamiast tego, United States Postal Service wykorzystuje oznaczenie "Las Vegas, NV" jako nazwę lokalizacji dla wszystkich kodów ZIP podległych Winchester.

## Historia
Założone jako Paradise A w kwietniu 1951 roku, w 1953 miasto przyjęło nową nazwę – Winchester.

## Geografia
Winchester leży we wschodnio-centralnej części Las Vegas Valley. Na północy graniczy z Las Vegas, zaś na wschodzie i zachodzie sąsiaduje z innymi CDP – Paradise i Sunrise Manor.
Według danych United States Census Bureau, Winchester zajmuje powierzchnię 11,2 km².

## Demografia
Zgodnie ze spisem powszechnym z 2000 roku, Winchester zamieszkiwało 26 958 osób, 11 986 gospodarstw domowych i 6052 rodzin. Gęstość zaludnienia wynosiła 2415,0/km².
Kompozycja rasowa w 2000 roku była następująca: 71,83% – biali, 29,01% – Hiszpanie lub Latynosi, 7,03% – Afroamerykanie, 0,87% – Indianie, 5,36% – Azjaci, 0,44% – przybysze z wysp Pacyfiku, 9,66% – inne rasy, zaś 4,81% reprezentowało co najmniej dwie rasy.
Z 11,986 gospodarstw domowych 20,2% zamieszkiwały dzieci poniżej 18 roku życia, 33,3% stanowiły małżeństwa mieszkające razem, 11,7% prowadzone były wyłącznie przez kobiety (bez obecnego męża), a 49,5% stanowiły nie-rodziny. 38,7% ze wszystkich gospodarstw domowych zamieszkiwały osoby indywidualne, natomiast 14,3% zamieszkiwały osoby samotne, powyżej 65 roku życia. Średnia wielkość gospodarstwa domowego wynosiła 2,24, a średnia wielkość rodziny 3,01.
Według kryterium wiekowego, populacja Winchester składała się w 19,8% z osób w wieku poniżej 18 lat, w 9% z osób w wieku 18-24, w 29,2% z osób w wieku 25-44, w 24,5% z osób w wieku 15-64, a także w 17,5% z osób w wieku co najmniej 65 lat. Średni wiek wynosił 40 lat. Według kryterium płci, na 100 kobiet przypadało 106,4 mężczyzn. Z kolei w przedziale wiekowym 18+, na 100 kobiet przypadało 105,7 mężczyzn.
Średni dochód jednego gospodarstwa domowego w Winchester wynosił 32 251 dolarów, natomiast średni dochód przypadający na jedną rodzinę równy był 39,451 dolarów.  Mężczyźni generowali średni dochód w wysokości 27 886 dolarów, zaś kobiety 22 453 dolarów. Dochód per capita równał się 20 615 dolarów. Około 11,4% rodzin oraz 14% całej populacji miasta żyło poniżej relatywnej granicy ubóstwa; 19,2% osób z tej grupy osób nie ukończyło 18 roku życia, natomiast 8,5% miało co najmniej 65 lat.

### Zmiany liczby ludności
| Populacja miasta | Populacja miasta | Populacja miasta       |
| Rok              | Populacja        | Zmiana procentowa (%+) |
| ---------------- | ---------------- | ---------------------- |
| 1970             | 19981            | —                      |
| 1980             | 19728            | 30,9%                  |
| 1990             | 23365            | 18,4%                  |
| 2000             | 26958            | 15,4%                  |
| 2010             | 27978            | 3,8%                   |
| Źródło:          |                  |                        |